# 舒爾島
舒爾島（英語：Schule Island），是南極洲的島嶼，位於拉克蒂奧諾夫島以東7公里，處於雷諾島東面，屬於比斯科群島的一部分，在1957年被繪入阿根廷地圖，以美國海洋學家命名，現時由南極條約體系管理。